# Temporal de Ribeirão Preto em 1994
O temporal em Ribeirão Preto em 1994 foi uma sequência de acontecimentos iniciados na noite do dia 14 de maio. Com ventos acima de 180 km/h e forte chuva de granizo, a tempestade causou 3 fatalidades e atingiu mais de 5000 imóveis. Mais de 60% do município ficou sem energia elétrica e mais de 600 pessoas ficaram desabrigadas.

## Causas
Especialistas dizem que o temporal foi causado por um choque de massas de ar de diferentes temperaturas. O fenômeno é denominado, pela meteorologia, "explosão de nuvens convectivas". Luiz Fernando de Mattos, do Instituto Nacional de Meteorologia (Inmet), disse que uma frente fria de forte intensidade seguia em direção ao estado de Minas Gerais quando foi bloqueada por uma massa de ar quente vinda do Nordeste.

"A frente fria ficou estacionada sobre Ribeirão Preto e a diferença de temperatura entre os dois sistemas provocou fortes ventos, chuva e granizo", afirmou Luiz Fernando.